# R422D
Le R422D est un mélange zéotropique (≠ azéotrope) : R134a (31,5 %), de R125 (65,1 %) et de R600a (3,4 %). Ces trois gaz ont des températures d'évaporation et de condensation différentes. De ce fait on observe un phénomène de glissement de température d'environ 4,76 °C. Ce fluide frigorigène est un remplaçant du R22 dans les installations frigorifiques. Attention, ce fluide n'est pas du R22 recyclé.
Propriétés :
- gazeux dans les conditions atmosphériques
- incolore
- ininflammable